# 퍼즐삼국
퍼즐삼국은 카카오톡과 연동된 게임으로, 넥슨의 게임이었다가 현재는 개발사인 트라이톤 소프트로 이관하여 운영중인 게임이다.

## 게임 조작 방법
흔히 이 게임에서는 전장이라고 부르는데, 이 전장에 들어가 적과 싸우는 게임이다, 퍼즐을 움직이면 그 퍼즐에 해당하는 한 줄의 퍼즐들이 움직이는 구조다. 또한 쟁탈전과 일기토로 유저들끼리 경쟁하는 서비스도 있다. 쟁탈전은 보물을 완성하기 위해 다른 유저들의 보물 재료를 쟁탈하는 방식이고, 일기토는 부족한 군자금을 충족 하기 위해 다른 유저들의 군자금을 뺏는 방식이다.

## 카드
카드는 크게 D등급, C등급, B등급, A등급, S등급, SR등급으로 나뉜다. 대부분 B등급 카드부터 대장스킬이 있으나 C등급 카드에 있을 때도 있으며, D등급 카드는 개인스킬 조차 없다.

### 카드 등급
- SR급 카드: 대장스킬과 개인스킬, 유대스킬이 모두 있으며 동급 S급 카드와 비교해 성능이 더좋다.
- S급 카드: 테두리가 금색이며, 대부분 대장스킬과 모두 개인스킬이 있고, 대부분 유대스킬까지 있다.
- A급 카드: 테두리가 은색이며, 대부분 대장스킬과 모두 개인스킬이 있고, 일부 유대스킬까지 있다.
- B급 카드: 테두리가 빨간색이며, 일부 대장스킬과 모두 개인스킬이 있고, 일부 유대스킬까지 있다.
- C급 카드: 테두리가 파란색이며, 극히 일부 대장스킬이 있고, 대부분 개인스킬이 있다, 유대스킬은 거의 없다.
- D급 카드: 테두리가 회색이며, 대장스킬, 개인스킬, 유대스킬이 전혀 없다.

#### 금주의 남자
금주의 남자는 한 주동안 한정판매로 파는 카드다. 줄여서 금남이라고 한다, 그러나 요즘은 상시판매로 바뀌었다. 줄여서 상남이라고 한다.

##### 금주의 남자 종류
- 조운 자룡 (11월 26일 판매, 12월 1일 판매 종료)
- 하후돈 원양 (12월 2일 판매, 12월 9일 판매 종료)
- 장비 익덕 (12월 9일 판매, 12월 16일 판매 종료)
- 관우 운장 (12월 16일 판매, 12월 23일 판매 종료)
- 주유 공근 (1월 13일부터 상시판매)
- 황충 한승 (1월 20일부터 상시판매)
- 초선 (1월 27일부터 상시판매, 최초의 금주의 여자, 현재 퍼즐삼국 게임 로고에 들어가 있다.)
- 여포 봉선 (2월 18일부터 상시판매)
- 조인 자효 (2월 25일부터 상시판매)
- 제갈량 공명 (3월 4일부터 상시판매)
- 능통 공적 (3월 11일부터 상시판매)
- 방통 사원 (3월 18일부터 상시판매)
- 위연 문장 (3월 25일부터 상시판매)
- 마초 맹기 (4월 1일부터 상시판매)
- 방덕 영명 (4월 22일부터 상시판매)
- 노숙 자경 (4월 29일부터 상시판매)
- 육손 백언 (5월 6일부터 상시판매)
- 법정 효직 (5월 13일부터 상시판매)
- 감녕 흥패 (5월 20일부터 상시판매)
- 순유 공달 (6월 16일부터 상시판매)

#### 지금은 얻을 수 없는 카드
지금은 판매 종료된 금주의 남자 카드 외에도 지금 얻을 수 없는 카드가 몇 장 정도 있다.
- 견부인 (사전등록 시 얻을 수 있었던 카드, 당시 퍼즐삼국 게임 로고에도 들어갔었다.)
- 하후돈 원양 B등급, A등급, S등급 (지금은 판매 종료된 카드)
- 장비 익덕 C등급, B등급, A등급, S등급 (지금은 판매 종료된 카드)
- 관우 운장 C등급, B등급, A등급, S등급 (지금은 판매 종료된 카드)
- 성탄선물 (크리스마스 때 스페셜 전장에서 드롭되는 카드)
- 성탄태사자 (성탄선물 3개를 모으면 진화시킬 수 있는 카드, 판매 시 30000 군자금이 지급되었다.)
- 성탄이교 C등급 (크리스마스 때 스페셜 전장에서 드롭되는 카드)
- 성탄이교 B등급 (성탄이교 C등급과 성탄선물 카드 3장을 모으면 진화시킬 수 있는 카드, 다른 카드에 강화 시 경험치 10000이 주어졌다. 당시 퍼즐삼국 게임 로고에도 들어갔다.)
- 신정초선 (신정 때 스페셜 전장에서 드롭되는 카드, 지금은 설날초선으로 이름이 바뀌었다.)
- 설날초선 (설날 때 오전 10시마다 지급되었던 카드, 판매 시 10150 군자금, 강화 시 10000 경험치가 주어졌다.)
- 보름달 (설날 때 스페셜 전장에서 드롭되는 카드, 판매 시 11110 군자금이 지급되었다.)
- 떡국 (설날 때 스페셜 전장에서 드롭되는 카드, 강화 시 10000 경험치가 주어졌다.)
- 하트 (발렌타인데이, 화이트데이 때 스페셜 전장에서 드롭되는 카드, 판매 시 15000 군자금이 지급되었다.)
- 초콜릿 (발렌타인데이 때 스페셜 전장에서 드롭되는 카드, 강화 시 15000 경험치가 지급되었다.)
- 사탕 (화이트데이 때 스페셜 전장에서 드롭되는 카드, 강화 시 15000 경험치가 지급되었다.)
- 마휴 (어린이날 때 스페셜 전장에서 드롭되는 카드, 판매 시 15000 군자금이 지급되었다.)
- 마철 (어린이날 때 스페셜 전장에서 드롭되는 카드, 강화 시 15000 경험치가 주어졌다.)

## 스킬 분류
스킬 분류는 대장스킬, 개인스킬, 유대스킬이 있다.

### 대장스킬
SR급부터 많게는 C급 카드까지 가지고 있는 스킬로, 퍼즐삼국 게임 하단의 부대를 누르고 부대편성을 누른 뒤 대장 슬롯에 대장스킬을 가지고 있는 특정 카드를
넣으면 대장스킬이 발동된다. 대부분 해당 카드의 나라 또는 세력 (위, 촉, 오, 군웅)을 강화시키는 스킬이나 자신의 특징 (장군, 군사 등)을 강화시키는 스킬이 대다수다.

### 개인스킬
SR급부터 C급까지 모두 가지고 있는 스킬로, 자신만의 특별한 스킬이다. 대부분 전체를 공격하는 스킬이나, 한 명만 집중공격하는 스킬, 그리고 회복 스킬 등 여러가지가 있다.
개인스킬은 전투 시에 일정 턴이 지나야 발동 가능한 상태가 되고, 발동을 위해서는 해당 카드를 선택해야 한다.

### 유대 스킬
SR급부터 많게는 C급 카드까지 가지고 있는 스킬로, 본 스킬은 S급 카드 조차도 없는 경우도 많다. 특정 카드와 또 다른 특정카드가 만나서 (예: 도원결의의 유비, 관우, 장비) 서로가 강화되는 스킬이다. 대부분 공격력 강화, 방어력 강화, 또는 체력 강화다. 유대스킬은 2명이서 발동되는 것 뿐 아니라 3명, 4명, 심지어 최대 5명까지도 가능하다.
단, 유대 스킬은 대장 슬롯에 장착된 카드를 기준으로 발동 여부가 결정된다.

## 게임 구조
게임은 흔히 전장, 쟁탈전 및 일기토, 그리고 나머지 기타 요소들로 나뉠 수 있다.

### 전장
전장은 1A부터 15B까지의 구조로 되어있는 207개의 전장으로 구성되어 있고, 한 세트가 구조로 되어있는 전장을 모두 클리어 하면 용옥이라고 하는 게임 화폐를 10개 준다. 이 용옥은 모아서 50개로 카드를 뽑을 수 있다.

### 쟁탈전 및 일기토
쟁탈전과 일기토는 유저들끼리 자웅을 겨루는 서비스로, 보물 완성을 위한 다른 유저의 보물 재료를 뺏는 쟁탈전과, 부족한 군자금을 모으기 위한 일기토로 나뉜다. 최근에는 쟁탈전과 일기토에서 빼앗긴 사람과 빼앗은 사람끼리 다툼이 일어나기도 한다. 그러한 다툼을 막기위해 석병팔진이라고 하는 아이템이 있는데 이것을 배치하면 다른 유저의 침공을 1회 막아주며 1회 막아줄 시 바로 소진된다. 보물이 완성되면 배치했던 석병팔진은 모두 소진된다. 줄여서 석병이라고도 하며, 석병팔진 하나의 가격은 1용옥이다. 예전에는 많이 배치해 놓은 석병팔진을 뚫기 위해 석병팔진을 배치한 유저에게 계속 공격을 해 유저들이 똘공이라고 비하한다. 지금은 운영진들이 쟁탈전이나 일기토에서 활동한지 24시간이 지나면 자동으로 보호모드로 만들고, 또 유저들간의 합의로 이 현상이 급감했다. 최근에는 유일하게 보물 합성 완료 시 용옥이 지급되는 옥새 쟁탈전에는 용의 눈을 제외한 다른 재료들은 넉넉하니 가져가도 된다는 서로 나누는 현상이 생겼다.

### 연맹
2014년 5월 29일을 기점으로 새로이 연맹이라는 컨텐츠를 선보였다. 기존의 방식을 벗어나 같은 연맹에 가입한 연맹원 여럿이 협동하여 상대 진영의 물자를 빼앗는 게임 방식이 가장 큰 특징이며 유저들 간의 경쟁 시스템인 쟁탈전과 일기토의 시스템을 도입하고 있다.
- 물자: 연맹원들이 내정과 임무를 통해 모으거나 연맹전을 통해 빼앗을 수 있는 보상 중 하나이다. 물자는 연맹물자와 개인물자로 나뉘는데, 연맹물자의 경우는 연맹의 레벨을 올리거나 내정의 레벨, 임무의 레벨을 올리는 수단으로 사용되며 개인 물자의 경우는 물자 교환소에서 강화 향로, 진화재료 카드, 스킬 강화 재료 카드, 진화재료로 쓰이는 미인 카드, A급 장수 카드 교환을 할 때도 사용된다.
- 내정과 임무: 개인물자 및 연맹물자를 모으기 위한 수단이다. 내정의 경우 하나의 내정 당 하루에 총 5번 진행할 수 있고 임무의 경우는 각 임무당 하루에 2번으로 횟수가 정해져있다. 내정은 실행하는 즉시 보상이 주어지면 또 다시 실행을 하려면 어느 정도의 시간을 기다려야 한다. 임무의 경우는 바로 임무를 수행할 수 있으며 기존의 시나리오나 스페셜 전장과 마찬가지로 전장의 퍼즐을 맞추어 적들을 공략하는 방식이며 내정보다 보상이 좋다. 처음에는 내정과 임무가 각각 하나씩 주어지고 물자를 모으면 또다른 내정과 임무를 수행할 수 있다.
- 연맹전: 연맹전은 다른 연맹을 공격하여 물자를 뺏거나 공격이 들어왔을 때 방어하여 물자를 지키고 공격을 들어온 연맹한테서 가져오는 시스템이다. 한번에 대량의 물자를 모으기 가장 용이한 시스템이다. 연맹전을 선포했을 경우 각 5분간의 준비시간이 주어지며 이 5분이 지나면 10분동안 5개의 지역을 점령하는 방식의 연맹전을 펼치게 된다. 한번 전투를 할 때마다 개인의 군사력 5가 소모되며 승리할 경우 승점 5점과 함께 그 지역을 점령하고 두 연맹 중 더 많은 지역을 점령한 연맹이 승리하게 된다. 만약 공격측이 방어측의 지역을 전체 점령 했을 경우 점령 직후 1분동안 모두 공격을 물리치면 즉시 승리하게 된다. 전투의 방식은 상대 연맹원이 점령해 있는 지역을 골라 전투를 시작하면 쟁탈전과 일기토 형식의 전투가 진행된다.

### 게임 화폐
먼저 카드를 뽑을 수 있는 화폐로는 용옥, 군자금, 우정포인트, 결투포인트, 쿠폰이 있다.
- 용옥: 실제 현금으로도 살 수 있으며, 50개로 용옥 카드를 살 수 있다. 다른 카드 뽑기와는 다르게 가장 좋은카드가 잘 뽑히는 뽑기다. 용옥 50개로 용옥 카드를 사는 것을 유저들은 용기옥이라고 줄여 부른다. 또 10장을 연속으로 사면 1장을 보너스로 주는데, 보너스로 주는 한 장이 최소 A급이라고 알려져 있다. 최근에 패키지를 세트로 살 수 있는 서비스도 추가되었는데, 패키지는 4개로 나뉜다.
- 군자금: 카드를 강화시키는데 쓰이는 게임 화폐로, 30000 군자금으로 용옥 카드를 살 수 있다. D등급부터 S등급까지 뽑을 수 있는 카드가 천차만별이다. 300000 군자금을 한번에 사용해 10장의 카드를 한번에 뽑을 수도 있는데 이를 군기옥이라고 줄여서 부르기도 한다.
- 우정 포인트: 게임 안에서 친구를 사귈 수 있는데, 여기서 친구를 원군으로 쓸 때마다 우정포인트를 준다. 우정포인트 100으로 카드를 뽑을 수 있으나 D등급부터 B등급까지 그닥 좋은 카드는 나오지 않는다. 우포라고 줄여서 말하기도 한다.
- 결투 포인트: 쟁탈전과 일기토를 하면서 이기면 3 결투 포인트를 주고, 지면 1 결투 포인트를 준다. 결투포인트 100으로 카드를 뽑을 수 있으나 우정포인트와 같이 그닥 좋은 카드는 나오지 않는다. 결포라고 줄여서 말하기도 한다, 요즘은 1000 결투포인트를 모으면 프리미엄 결투 포인트 카드를 뽑을 수 있다, 여기서는 용옥을 적게는 5개, 많게는 500개까지 뽑을 수 있으며 결투포인트 카드보다 더 좋은 카드를 뽑을 수 있다. 이를 줄여서 프결포라고 부르기도 한다.
- 무료 쿠폰: 하루마다 출석 체크를 하면 줄 때도 있고, 지난번에는 친구 초대 이벤트를 통해서 얻기도 했다, 또한 쟁탈전과 일기토를 통해 승점을 올려 성적을 좋게 하면 받을 수 있다. 역시 우정 포인트와 결투 포인트처럼 좋은 카드는 잘 나오지 않는다.
- 프리미엄 쿠폰: 하루마다 출석 체크를 하면 줄 때도 있고, 최근에 친구 초대 이벤트를 통해서 나오게 하기도 했다, 또한 쟁탈전과 일기토를 통해 승점을 올려 성적을 좋게 하면 받을 수 있다. C급부터 S급까지 군자금 카드 뽑기보다는 차이가 덜하지만 S급 카드를 뽑기는 어렵다.

## 병과 및 능력치

### 병과
병과로는 기병, 창병, 궁병, 보병으로 나뉘는데, 기병은 창병에 약하나 보병에 강하고, 창병은 궁병에 약하나 기병에 강하고, 궁병은 보병에 약하나 창병에 강하고, 보병은 기병에 약하나 궁병에 강하다.

### 능력치
능력치는 체력, 공격, 회복, 민첩으로 나뉜다. 체력이 높아지면 전장에 나갈 때의 체력이 많아져 많은 공격을 당해도 게임오버가 되지 않는다, 공격은 직접 적을 공격하는 것으로, 공격이 높아지면 적을 더 수월하게 물리칠 수 있다, 회복은 자신이 회복하는 양으로, 회복이 높아지면 공격을 당해도 회복을 할 수 있다, 민첩은 쟁탈전이나 일기토에서 사용되는 것으로, 유저끼리 겨룰 때 자신의 카드가 타 유저의 카드로부터 공격으로부터 피할 수 있다.

#### S급 카드별 능력치 비교
| 카드 이름   | 체력 | 공격 | 회복 | 민첩 | 총 합 |
| ----------- | ---- | ---- | ---- | ---- | ----- |
| 여포 봉선   | 5335 | 4972 | 390  | 730  | 11427 |
| 장비 익덕   | 6208 | 4288 | 264  | 650  | 11410 |
| 관우 운장   | 4433 | 4845 | 1033 | 842  | 11153 |
| 제갈량 공명 | 5174 | 4116 | 1068 | 555  | 10913 |
| 방통 사원   | 4915 | 4084 | 1358 | 496  | 10853 |
| 주유 공근   | 5147 | 4041 | 858  | 749  | 10795 |
| 능통 공적   | 4850 | 4618 | 566  | 743  | 10777 |
| 위연 문장   | 5139 | 4196 | 644  | 789  | 10768 |
| 감녕 흥패   | 4826 | 4728 | 380  | 791  | 10725 |
| 조운 자룡   | 4850 | 4618 | 526  | 669  | 10663 |
| 하후돈 원양 | 4846 | 4529 | 594  | 655  | 10624 |
| 방덕 영명   | 5214 | 4214 | 515  | 533  | 10476 |
| 황충 한승   | 4850 | 4486 | 526  | 539  | 10401 |
| 순유 공달   | 4577 | 4067 | 1255 | 396  | 10295 |
| 조인 자효   | 4700 | 3912 | 765  | 762  | 10139 |
| 마초 맹기   | 4268 | 4618 | 566  | 699  | 10121 |
| 노숙 자경   | 4223 | 4145 | 1339 | 342  | 10049 |
| 법정 효직   | 3958 | 4335 | 1135 | 446  | 9874  |
| 육손 백언   | 4171 | 3997 | 1184 | 473  | 9825  |
| 여몽 자명   | 4105 | 2634 | 1541 | 389  | 8669  |
| 곽가 봉효   | 4133 | 2596 | 1580 | 324  | 8633  |
| 초선        | 3049 | 2999 | 1690 | 531  | 8269  |
| 하후연 묘재 | 3351 | 3365 | 905  | 487  | 8108  |
| 전위        | 3517 | 3263 | 821  | 454  | 8055  |
| 손책 백부   | 3687 | 2749 | 1102 | 324  | 7862  |
| 손권 중모   | 3439 | 2948 | 1102 | 324  | 7813  |
| 동탁 중영   | 3439 | 2749 | 1181 | 324  | 7693  |
| 진군 장문   | 2748 | 2449 | 2229 | 208  | 7634  |
| 황권 공형   | 2964 | 3015 | 1206 | 344  | 7529  |
| 보즐 자산   | 2905 | 2897 | 1307 | 344  | 7453  |
| 문추        | 2990 | 3192 | 810  | 395  | 7387  |
| 장료 문원   | 2970 | 3200 | 805  | 359  | 7334  |
| 정욱 중덕   | 3892 | 1854 | 1271 | 287  | 7304  |
| 마량 계상   | 2587 | 2532 | 1837 | 275  | 7231  |
| 안량        | 2964 | 2989 | 860  | 395  | 7208  |
| 관평        | 3122 | 3054 | 454  | 566  | 7196  |
| 주태 유평   | 2995 | 2977 | 863  | 359  | 7194  |
| 순욱 문약   | 3631 | 1860 | 1363 | 287  | 7141  |
| 마대        | 2786 | 3131 | 581  | 447  | 6945  |
| 악진 문겸   | 4223 | 1532 | 933  | 230  | 6918  |
| 장각        | 3042 | 2432 | 1045 | 315  | 6834  |
| 원술 공로   | 3029 | 2443 | 1063 | 287  | 6822  |
| 공손강      | 2979 | 2443 | 970  | 298  | 6680  |
| 손상향      | 3248 | 949  | 1929 | 208  | 6334  |
| 장합 준예   | 2577 | 2588 | 747  | 312  | 6224  |
| 마등 수성   | 2572 | 2467 | 703  | 468  | 6210  |
| 황월영      | 3157 | 1612 | 1185 | 249  | 6203  |
| 조조 맹덕   | 2769 | 2123 | 908  | 249  | 6049  |
| 유비 현덕   | 2836 | 2114 | 847  | 249  | 6046  |
| 손견 문대   | 2645 | 2267 | 845  | 249  | 6006  |
| 원소 본초   | 2650 | 2253 | 850  | 249  | 6002  |

이탤릭 글씨는 SR등급

## 강화, 진화, 그리고 업적

### 강화
카드의 체력, 공격, 회복, 민첩을 강화시키는 것으로, 최고 레벨이 되면 진화가 가능하다. D등급은 진화가 안 되지만 최고 레벨은 무조건 10레벨이 최고 레벨이며, C등급 레벨 범위는 10~50이고, B등급 레벨 범위는 25~65이고, A등급 레벨 범위는 35~99이며, S등급, SR등급은 무조건 99레벨 최고 레벨이다. 또한 최근에는 특정한 카드에 특정한 카드의 똑같은 등급의 카드를 강화시키면 능력을 더 높이는 능력각성 시스템과, 특정 카드에 특정 스킬을 가진 카드를 강화시키면 스킬이 준비되는 시간을 줄여주는 스킬레벨업 시스템도 새로 생겼다.

### 진화
카드의 최고 레벨이 되면 진화가 가능한데, 여기서 진화재료가 필요하다.
단, D등급은 진화가 불가능하고, 그 외 카드별로 진화 가능한 등급이 정해져 있다. 하지만, 게임 운영상 가능한 등급이 간혹 추가 되기도 한다.
- C등급 기병: 적동마 카드 4장 필요 (손견 카드는 적동마 1개 필요)
- C등급 창병: 삼장모 카드 4장 필요 (조조 카드는 삼장모 1개 필요)
- C등급 궁병: 비궁 카드 4장 필요 (원소 카드는 비궁 1개 필요)
- C등급 보병: 참사검 카드 4장 필요 (유비 카드는 참사검 1개 필요)
- B등급 기병: 백은마 카드 4장 필요
- B등급 창병: 조모삭 카드 4장 필요
- B등급 궁병: 단궁 카드 4장 필요
- B등급 보병: 의천검 카드 4장 필요
- A등급 기병: 비금마 카드 3장 및 진화재료 미인 필요 (마등, 장춘화 카드는 진화재료 미인이 없고, 비금마 4개 필요)
- A등급 창병: 언월도 카드 3장 및 진화재료 미인 필요 (악진 카드는 진화재료 미인이 없고, 언월도 4개 필요, 장비 카드는 언월도 1개 및 하후부인 카드 C등급, B등급, A등급 각각 1장씩 필요)
- A등급 궁병: 맥궁 카드 3장 및 진화재료 미인 필요 (황월영과 손상향 카드는 진화재료 미인이 없고, 맥궁 4개 필요, 초선 카드는 진화 재료 미인 대신 왕윤 B등급 카드 필요)
- A등급 보병: 자웅검 카드 3장 및 진화재료 미인 필요 (진군 카드는 진화재료 미인이 없고, 자웅검 4개 필요)
- S등급 조운, 하후돈, 장비, 주유, 황충,관우: 진화재료 미인 4장 필요

### 업적
특정 카드를 모으면 용옥이나 진화재료, 또는 카드 (예: 곽도, 조운, 전위, 주태, 한당 등)를 업적포인트와 함께 주는데, 아직 업적포인트에 대한 것은 알려진 바가 없다. 또한, 카드를 최고 레벨까지 올렸을 때도 업적 포인트를 받는다.

## 같이 보기
- 삼국지
- 삼국지연의